# Daniel Mauricio Choque

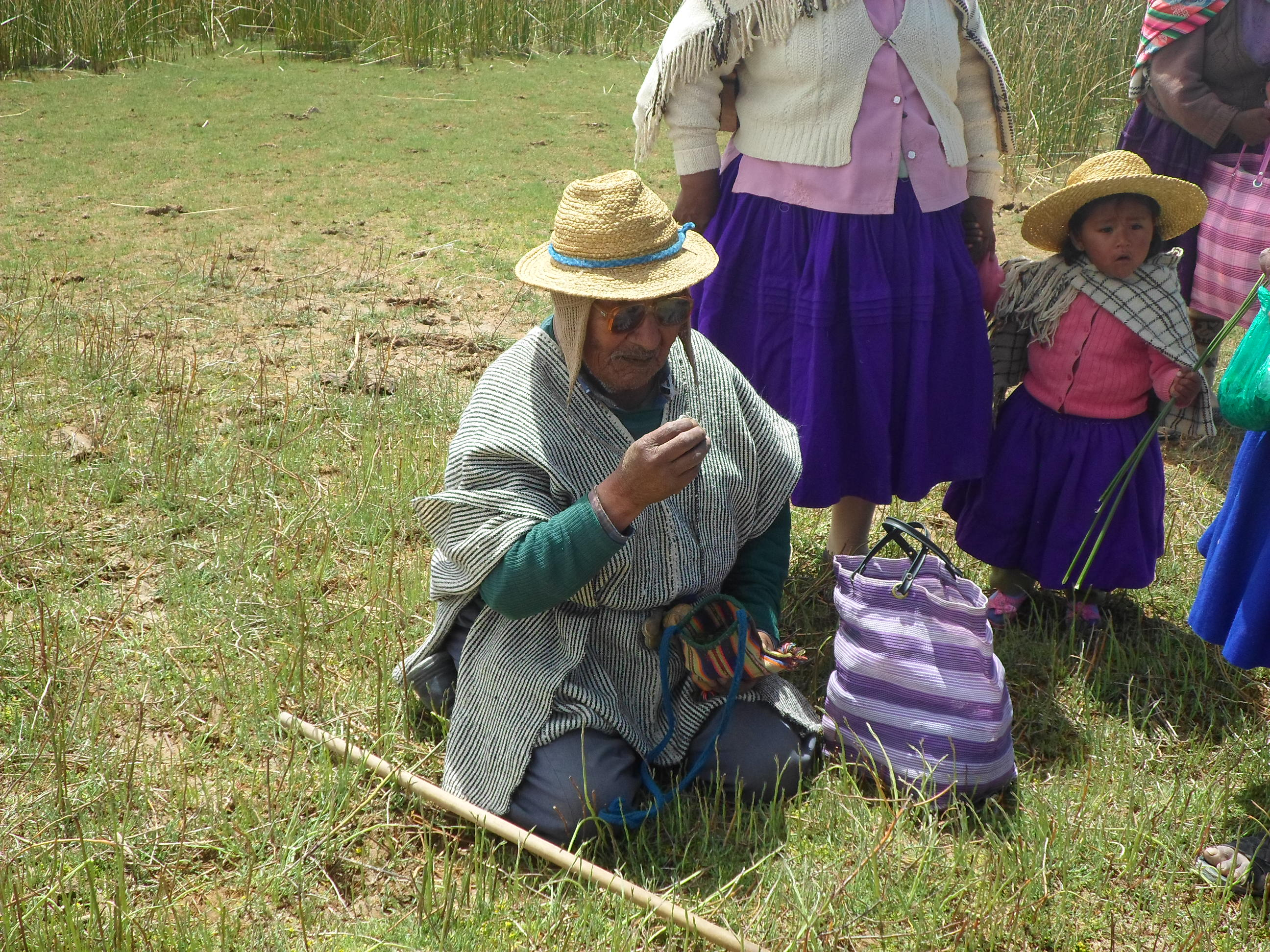
Daniel Mauricio fue uno de los más respetados líderes Urus que hubo en el último siglo

Daniel Mauricio Choque (c. 1920 – Puñaca Tinta María, Oruro, 9 de abril de 2018) fue un líder indígena de la nación Uru, reconocido como uno de los últimos hablantes del idioma original de los Urus del lago Poopó, conocido como Chholo. Miembro de la comunidad de Puñaca Tinta María, fue un custodio de la memoria colectiva de su pueblo, conservando y transmitiendo conocimientos ancestrales sobre la vida en torno al lago Poopó, incluyendo técnicas tradicionales de pesca, caza y recolección. Su testimonio y liderazgo fueron fundamentales para la preservación de la identidad cultural y la historia oral de los Urus.

## Historia y testimonio de vida
Choque nació alrededor del año 1920, cuando su comunidad aún vivía en islas flotantes al interior del lago Poopó - según su relato, allá por la década de 1930 - y posteriormente salieron a tierra firme y crearon la comunidad de Puñaca Tinta María, situada a orillas del lago Poopó, en el actual departamento de Oruro, Bolivia. Desde su niñez, fue testigo de la íntima relación entre su pueblo y el lago, cuyos recursos naturales sustentaban completamente a las familias urus a través de la pesca, la caza de aves y la recolección de vegetales acuáticos.
Durante su larga vida, don Daniel presenció tres grandes períodos de sequía en el lago, incluyendo uno durante la Guerra del Chaco (1932–1935), y otro en 1966. Sin embargo, la catástrofe ecológica de 2015, cuando el lago se secó casi por completo, fue, según sus palabras, la más devastadora.
Líder comunitario entre 1953 y 1992, Choque fue una figura clave en la defensa de los derechos territoriales de los Urus. En 1963, enfrentaron intentos de desalojo por parte de cooperativas pesqueras recién formadas. En esa ocasión, contaron con la defensa del abogado Josermo Murillo Vacareza, quien también documentó parte de su historia.
A pesar de las dificultades, su comunidad logró sostener sus modos de vida tradicionales por varias décadas y Daniel Mauricio recordaba cómo sus antepasados habitaban pequeñas islas flotantes en el lago, cómo las familias viajaban a la isla de Panza en busca de abundantes peces, y cómo las aves lacustres —unas 35 especies según su relato— formaban parte del ecosistema que les daba sustento.
En la década de 1990, compartió su historia en el libro Memorias de un olvido: testimonios de vida uru muratos (1992), editado por Rossana Barragán, junto con su compañero líder Lucas Miranda. Hasta sus últimos días, participó en rituales de sanación organizados por los Urus para pedir el regreso del agua al lago Poopó.

## Legado e importancia
Choque es recordado como un símbolo de resistencia cultural, conocimiento ancestral y liderazgo indígena. Su vida representa la historia del pueblo Uru. Su participación en rituales comunitarios, como las ceremonias de sanación por el lago seco, reforzó su rol como líder espiritual y moral, especialmente en sus últimos años.

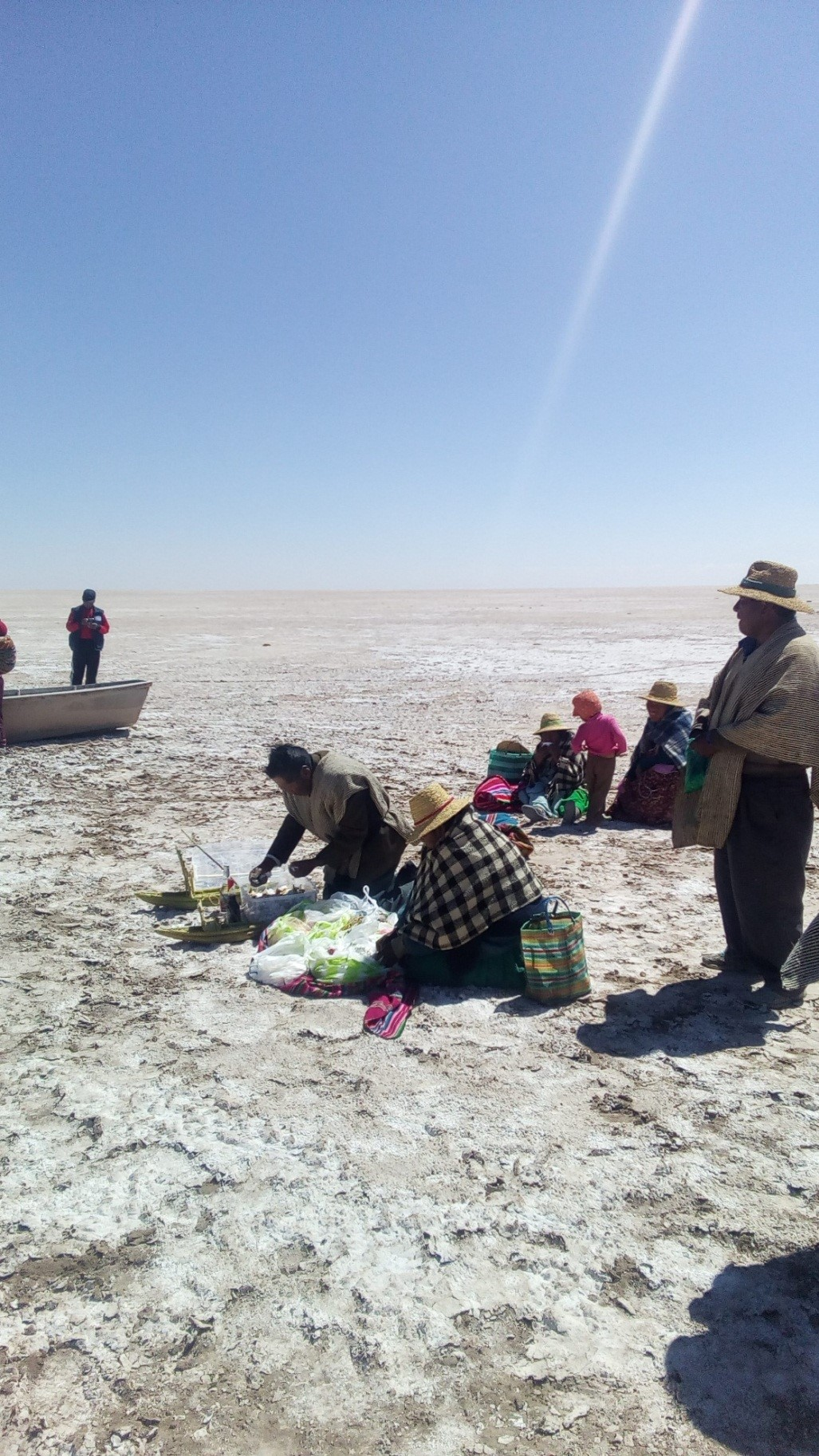
Daniel Mauricio, dejó un legado de nuevos líderes indígenas que año tras año continúan realizando ofrendas a las antiguas deidades para que el agua y la vida regresen al lago.

Daniel Mauricio Choque falleció el 9 de abril de 2018, a los 98 años, en su comunidad de Puñaca Tinta María. 